# جان مرجان
جان مرجان مجموعه تلویزیونی مستند در ۱۳ قسمت ساخته مانی میر صادقی است که تپه‌های مرجانی و حیات وحش و چرخه‌های حیاتی دریای عمان و خلیج فارس و تنوع زیستی و طبیعی آن را بررسی و به نمایش می‌گذارد. جان مرجان به فهرست حافظه جهانی اضافه شده است.
این مستند در بیست و یکمین دوره جشنواره فیلم فجر بهمن ۱۳۸۱ موفق به دریافت دیپلم افتخار و همچنین جایزه ویژه داوران جشنواره علمی پاریس شد. این مستند جایزه ویژه جشنواره فیلم حیات وحش آسیای ژاپن، جایزه دوم جشنواره فیلم سونی را به‌دست آورده است. جان مرجان در سال ۲۰۰۱ فیلمبرداری شده و امروزه بیشتر تپه‌های مرجانی از بین رفته‌اند.

## موضوع
مستند جان مرجان به حیات وحش و چرخه‌های حیاتی دریای عمان و خلیج فارس با محوریت تپه‌های مرجانی و گونه‌های گیاهی و جانوری‌این منطقه خاورمیانه می‌پردازد. با توجه به خطر نابودی مرجان‌های دریایی در جهان و به ویژه خاورمیانه، این برنامه به دلیل اعتنا به حفاظت محیط زیست در دریای‌این منطقه از اهمیت ویژه‌ای برخوردار است. برای ساخت این مستند ۴۰۷ دقیقه ای پنج سال کار پژوهشی انجام شد و تولید آن هم دوسال به طول انجامید و ما حصل کار که سال ۱۳۸۰ پخش شد در ۱۴ قسمت به روی آنتن رفت.

## تأثیرگذاری
این مستند علمی، موجب تصویب قانون منع تخریب مرجان‌ها در سال ۱۳۸۴ در ایران شد و به دلیل تأثیرگذاری این اثر، یونسکو از آن به منظور آگاه‌سازی کشورهای خلیج فارس نسبت به اهمیت مرجان‌ها و خطراتی که آنها را تهدید می‌کند، مکرر استفاده کرده است.

## ثبت ملی
این اثر به عنوان یکی از آثار ملی حافظه جهانی در سال ۱۳۹۱ به ثبت ملی و در سال ۲۰۱۴ به ثبت فهرست منطقه‌ای رسیده و در اداره کل آرشیوها و کتابخانه‌های سازمان صدا و سیما نگهداری می‌شود.

## جوایز
این مجموعه در صدا وسیما تا کنون جوایز زیادی کسب کرده است که از این جوایز می‌توان به سیمرغ بلورین بهترین مستند جشنواره فیلم فجر، جایزه ویژه هیئت داوران جشنواره پاریس و همچنین جایزه فیلم اول بخش آسیا و اقیانوسیه ژاپن اشاره کرد.